# Julia Ormond
Julia Karin Ormond (* 4. ledna 1965 Epsom, Surrey, Spojené království) je britská filmová a divadelní herečka a filmová producentka.
Pochází z umělecky zaměřené rodiny, její prarodiče byli výtvarníci a hráli ochotnicky divadlo, Julia měla od dětství vztah k výtvarnému umění a malování také rok studovala na výtvarné škole. Nakonec však zvítězilo herectví, které studovala po tři roky v Londýně. Jakožto herečka pak začínala v několika provinčních scénách a periferních divadlech. Nicméně její jemná a křehká osobní krása zvýrazněná velkýma hnědýma očima nezůstala nepovšimnuta a Julia brzy získala své první role v televizi. Zprvu se jednalo v převážné míře o různé historické seriály a snímky. V polovině 90. let však začala točit pro Hollywood, z této doby pochází remake romantické komedie Sabrina z roku 1995 a několik dalších filmů. Zaujala i ve filmu Zajatci z roku 1994, kde hrála osamělou zubařku. V roce 1996 také působila jako porotkyně na Mezinárodním filmovém festivalu v Karlových Varech.
Po svých prvních hollywoodských úspěších založila vlastní filmovou produkční společnost.
Společně se známým ruským filmařem Nikitou Michalkovem natočila rozměrný americko-ruský film Lazebník Sibiřský, který byl z části natáčen i v Praze.
Jejím prvním manželem byl herec Rony Edwards.

## Filmografie
- 1989 Traffik (miniserie)
- 1991 Mladá Kateřina Veliká (TV seriál)
- 1992 Stalin (režie: Ivan Passer)
- 1993 Dítě z Maconu
- 1994 Zajatec
- 1994 Captives
- 1994 Legenda o vášni
- 1994 Nostradamus
- 1995 První rytíř
- 1995 The 67th Annual Academy Awards
- 1995 Sabrina (režie: Sydney Pollack)
- 1997 Stopy ve sněhu / Cit slečny Smilly pro sníh
- 1998 Lazebník Sibiřský (režie: Nikita Michalkov)
- 1999 Farma zvířat (pouze hlas)
- 2001 Varian's War
- 2000 Super kšeft
- 2000 The Orange British Academy Film Awards
- 2003 V týlu nepřítele
- 2004 Andělé s ocelovým hlasem / Iron Jawed Angels
- 2005 Beach Girls (TV mini-serie)
- 2006 The Way
- 2006 Inland Empire
- 2007 Vím kdo mě zabil / I Know Who Killed Me
- 2008 Surveillance
- 2008 Guerrilla
- 2008 Podivuhodný případ Benjamina Buttona
- 2008 Kit Kittredge: An American Girl
- 2008 La Conjura de El Escorial (role: kněžna Ana de Mendoza z Eboli)

### Filmová producentka
- 1996 Calling the Ghosts: A Story of Rape, War and Women

## Ocenění
- 1989 London Drama Critics – cena londýnských kritiků pro herecký objev roku
- 1996 Nestor Almendros
- 2001 Laurence Olivier Award nominace
- 2008 Razzie Awards nominace za film Vím, kdo mě zabil